# اکسل پاولسن
اکسل پاولسن (نروژی: Axel Paulsen؛ ۱۸ ژوئیه ۱۸۵۵ – ۹ فوریه ۱۹۳۸) اسکیت‌باز سرعت اهل نروژ بود که حرکت پرش اکسل را ابداع کرد.